# Maršála Tita (ulice v Sarajevu)
Maršála Tita (bosensky Maršala Tita, srbsky Маршала Тита, obecně známá spíše jako Titova ulice — Titova ulica) je jedna z hlavních ulic v centru Sarajeva, hlavního města Bosny a Hercegoviny. Vede od věčného plamene k budově Marijina dvoru, západo-východním směrem. Ulice je dlouhá 1,2 km. Ulicí je vedena tramvajová trať v celé její délce.

## Historie
Za časů Osmanské říše a Rakousko-Uherska nesla název Čemaluša ulica, a to podle blízké mešity. S příchodem rakouské nadvlády nicméně došlo k proměně původně malé a úzké ulice. Byly strženy staré turecké domy a nahrazeny městskými budovami, převážně bankami. Jejich architekti byli nejznámější tvůrci své doby v celém Rakousko-Uhersku, a nezřídkakdy i Češi (např. Karel Pařík). 
V roce 1914 byla na počest zastřeleného Františka Ferdinanda přejmenována podle něj. V období meziválečné Jugoslávie nesla název na počest krále Petra I. Karađorđeviće. Po připojení Bosny k nezávislému státu Chorvatsko nesla název podle ustašovského vůdce Ante Paveliće. 
Ulice byla centrem několika protestů během sociálních nepokojů v únoru 2014. 

## Objekty
Na této ulici se nacházejí následující významné stavby nebo objekty (od západu na východ):
- Marijin dvor
- Hastahana
- Poliklinika Centar
- Budova předsednictva Bosny a Hercegoviny
- Alipašova mešita
- Hygienický ústav
- Malý park
- Velký park
- BBI Centar na místě původního obchodního domu Sarajka
- Budova firmy Šipad
- Budova Centrální banky Bosny a Hercegoviny
- Zemská banka
- Věčný plamen